# Casimiroa emarginata
Casimiroa emarginata  es una especie de planta en la familia Rutaceae.Es endémica de Guatemala donde se distribuye únicamente el departamento de San Marcos. Es un árbol que puede alcanzar una altura de 15 m.

## Taxonomía
Casimiroa emarginata fue descrita por Paul Carpenter Standley y Julian Alfred Steyermark y publicada en Publications of the Field Museum of Natural History, Botanical Series 23(4): 165, en 1944.

#### Etimología
Véase: Casimiroa
emarginata: epíteto latino que significa "con el margen dentado".